# Automobiles Louis Descartes
Pour les articles homonymes, voir ALD.
Automobiles Louis Descartes, communément dénommée ALD, était une écurie française de sport automobile fondée en 
1983 par Louis Descartes, qui a engagé des prototypes aux 24 Heures du Mans de 
1985 à 1991 ainsi qu'en Championnat du Monde d'Endurance.
L'équipe a cessé d'exister à la suite de la mort accidentelle de son fondateur le 27 décembre 1991 trois jours avant ses 40 ans.
L'atelier d'origine se situait Rue Godon à Colombes, puis à partir de début 1985 à Lagny-sur-Marne, en Seine-et-Marne, le siège social étant établi rue Raspail à Levallois-Perret. 

## Historique
Louis Descartes, pilote de courses de côte sur prototype Lola, participa aux 24 heures du Mans en 1981 sur la Renard-Delmas RD81 dont il partageait le volant avec Hervé Bayard.
Le rêve de Louis Descartes était de construire son propre prototype pour courir les 24 heures du Mans.
Lorsqu'il rencontra l'ingénieur Jean Paul Sauvée en septembre 1983, le projet consistait à réaliser un groupe C à partir d'une Lola T298 en installant un habitacle fermé sur la carrosserie de la Lola qui était une barquette. Il fallait aussi modifier le châssis pour répondre à la nouvelle réglementation.
Rapidement ce projet fut abandonné et ensemble ils prirent la décision de partir d'une feuille blanche pour réaliser un nouveau prototype. 
Conçue et dessinée par Jean-Paul Sauvée ,  l'ALD 01 fut construite essentiellement par une équipe de passionnés bénévoles dont Dany Hubert qui réalisa toute la carrosserie dans son atelier à Troyes. Initialement prévue pour participer aux 24 heures du Mans 1984, elle fut présentée au salon de l'auto de course de Paris début 1985 avec un châssis aluminium équipé d'un moteur BMW 6 cylindres 3,5 litres. 
Elle participa  à quelques épreuves sur circuits en France (Albi, Montlhéry) avant de disputer les 24 Heures du Mans 1985 équipée d'un moteur BMW M1 fourni par le préparateur allemand Randlinger. 
Pilotée par Louis Descartes, Jacques Heuclin et Dany Hubert, elle parvenait à rallier l'arrivée pour sa première participation au Mans, mais non classée pour distance insuffisante à cause de trois changements de pignonnerie de boîte de vitesses et de problèmes électriques.
La voiture portait pour cette course les couleurs des « Commerçants du Mans ». Elle fut sponsorisée ensuite par 'Europa Guide Business and Pleasure' pour la fin de saison 1985 et pour la saison 1986.
La fin de saison 1985 voyait l'ALD participer à trois épreuves du championnat du monde des voitures de Sport, Hockenheim (D), Spa-Francorpchamps (B) et Brands-Hatch (GB). Le meilleur classement 1985 sera une 9e place en Angleterre.
Pour la saison 1986, une nouvelle voiture fut construite à partir des bases de l'ALD 01. Il s'agit de l'ALD 02. Les évolutions concernaient surtout les dimensions des roues pour mieux équilibrer le comportement de la voiture. 
La voiture participa aux courses européennes du championnat du monde d'endurance (Monza, Silverstone, Brands Hatch, Nürburgring et Spa) avec pour pilotes Jacques Heuclin et Louis Descartes. La saison fut marquée par beaucoup d'abandons sur casse mécanique ou accident. Aux 24 Heures du Mans la voiture abandonna au 41e tour sur sortie de route.
En fin d'année 1986, l'équipe dirigée techniquement par Jean Paul Sauvée commença à se structurer avec l'embauche de 2 salariés dont Bertrand Jehannin qui fut le fidèle mécanicien de l'équipe jusqu'à la fin de cette aventure.
Pour la saison 1987 une nouvelle voiture fut conçue par l'ingénieur Jean Paul Sauvée, l'ALD 03. Dessinée autour d'un pare brise de Porsche 962, elle fut équipée au départ d'un moteur 4 cylindres turbo 2 litres Audi. L'équipe décida d'engager pour la saison 2 voitures aux courses européennes du championnat de monde d'endurance. L'ALD 02 était équipée du moteur BMW et l'ALD 03 était équipée du moteur Audi.
Les résultats furent catastrophiques avec le moteur Audi à Silverstone le 10 mai (non qualifiée) et l'équipe décida d'installer un moteur BMW M1 dans l'ALD 03.
Aux 24 heures du Mans 1987, les 2 prototypes ALD terminèrent la course aux 11e place (pilotes Louis Descartes- Jacques Heuclin- Dominique Lacaud) et 15e place (pilotes Gérard Tremblay-Sylvain Boulay-Michel Lateste). Pour la suite du championnat, les 2 voitures participèrent honorablement aux différentes courses européennes face à leurs rivales en catégorie C2 (Spice- Tiga- URD- Ecosse- Rondeau etc.).
Pour la saison 1988, les 2 prototypes ALD équipés du moteur BMW M1 participèrent aux courses européennes du championnat du monde. La course de Silverstone vit l'apparition d'une nouvelle voiture : l'ALD 04. Aux 24 Heures du Mans l'ALD 04 pilotée par Louis Descartes- Jacques Heuclin et Dominique Lacaud termina à la 22e place et l'autre (ALD 03) abandonna au 103e tour.
L'année 1989 vit l'apparition de trois nouveaux modèles : l'ALD 05, l'ALD 06 et surtout la toute nouvelle ALD C289, dessinée autour d'un châssis en carbone équipé d'un moteur Ford Cosworth DFL. Les ALD seront conçues par une nouvelle équipe d'ingénieurs. L'écurie ALD participa quasiment à la totalité des courses des championnats du monde d'endurance 1989-1990 et 1991. Mais les ALD manquaient de compétitivité et de fiabilité et n'obtinrent aucun résultat pendant ces 3 années. Aux 24 Heures du Mans 1989, l'ALD C289 équipée d'un moteur Ford 3,3 litres pilotée par Louis Descartes, Yves Hervalet et Alain Serpaggi abandonna au 75e tour, en 1990 l'ALD C289 pilotée par François Migault, Gérard Tremblay et Jacques Heuclin abandonna au 36e tour et en 1991 la nouvelle ALD C91 équipée d'un Ford 3,5 litres pilotée par Philippe De Henning, Luigi Taverna et Patrick Gonin abandonna au 16e tour.
Après le décès de Louis Descartes, une équipé privée engagea aux 24 heures du Mans 1992 l'ALD C289 équipée d'un moteur V6 PRV Peugeot mais la voiture ne parvint pas à se qualifier.
La dernière participation d'une ALD au Mans sera le fait d'une équipe privée en 1994, SBF Team constituée de l'ingénieur Jean Paul Sauvée associé au pilote Sylvain Boulay et sponsorisée par Christian Fourquemin. La voiture était l'ALD 06, un modèle de première génération avec châssis en aluminium et moteur BMW M1. Pilotée par Sylvain Boulay, Dominique Lacaud et Bernard Robin, elle se qualifia en 36e position et abandonna à mi-course sur casse moteur alors qu'elle était en 23e position.
Cette ALD 06 est réapparue à la course LM Story 2007 aux mains de son propriétaire actuel, l'italien Carlo Del Conte.

## Palmarès
A compléter.